# Bank of Guyana
Bank of Guyana är Guyanas centralbank. Den grundades 1965 och har huvudkontoret i Georgetown, Guyana.